# Ежені Бушар
Ежені Бушар (фр. Eugenie Bouchard, 25 лютого 1994) — канадська тенісистка, перша з канадських тенісисток  фіналістка Вімблдонського турніру серед дівчат в одиночному розряді. 2013 року WTA визнала її найкращою дебютанткою. 
Ежені почала грати в теніс з 5 років. Свою найбільшу юніорську перемогу вона здобула на Вімблдоні 2012, перемігши в фіналі Еліну Світоліну з України.
У дорослому тенісі перші успіхи прийшли до Бушар 2013 року. На Відкритому чемпіонаті Австралії 2014 вона добралася до півфіналу, а свою першу перемогу в турнірах WTA Ежені здобула в травні 2014 на Nuremberg Cup, обігравши в фіналі Кароліну Плішкову.  В наступному турнірі, Відкритому чемпіонаті Франції, Ежені добралася до півфіналу, де поступилася в трьох сетах Марії Шараповій. На Вімблдоні 2014 Бушар зробила наступний крок — добралася до фіналу, але там програла в двох сетах Петрі Квітовій. 
16 липня 2025 року Бушар оголосила, про завершення тенісно кар'єри після турніру у Монреалі, на який вона потрапила через вайлд-кард

## Зовнішні посилання
- Досьє на сайті WTA [Архівовано 14 серпня 2014 у Wayback Machine.]